# HD 31411
HD 31411，又名BD+05 769，SAO 112220、HR 1578，是一颗恒星，视星等为6.5，位于銀經193.77，銀緯-22.63，其B1900.0坐标为赤經4h 50m 39.2s，赤緯+5° -22.63′ 23″。